# Torentje
La Torentje (prononcé en néerlandais : [ˈtoːrə(ɲ)tɕə] ; « la Tourelle ») est un bâtiment de la Binnenhof à La Haye, aux Pays-Bas. Séparée de la Mauritshuis par la Grenadierspoort (« Porte des Grenadiers »), la Torentje fait partie du ministère des Affaires générales. Elle est située entre la Mauritshuis et la Première Chambre des États généraux, sur le Hofvijver, l'étang bordant le Parlement.
La Torentje abrite le bureau du Premier ministre des Pays-Bas ; c'est pourquoi on la nomme souvent d'après le Premier ministre en fonction : Tour de Rutte, Tour de Balkenende, etc. Au rez-de-chaussée se trouve une petite salle de réunion, la Thorbeckezaal. Le bureau du Premier ministre est situé au premier étage.

## Situation
La Mauritspoort, ou Grenadierspoort, qui donne accès à la Binnenhof depuis la Mauritshuis, se trouve au sud-est de la Torentje. Au sud-ouest se trouvent les bureaux du ministère des Affaires générales, dont la Trêveszaal, donnant sur le Hofvijfer, lieu de réunion du conseil des ministres.

## Histoire
Le bâtiment octogonal est mentionné pour la première fois dans une chronique de 1354 et date probablement de la première moitié du XIVe siècle. Situé à l'extrémité de la Binnenhof, la Torentje est à l'origine un belvédère d'été pour les comtes de Hollande, relié au jardin du comte par un pont-levis. La Mauritshuis est construite plus tard, vers 1640, à l'emplacement de ce jardin par Jean-Maurice de Nassau-Siegen, sa maison, qui devint un musée de peintures.
Le premier étage date probablement de 1479. La Torentje devient une fortification avec des meurtrières et des créneaux. Les fenêtres et la flèche sont ajoutées en 1547. Aux XIVe et XVe siècles, il est utilisé par le régisseur de la Binnenhof, le Rentmeester. Le bâtiment, comme le Rentmeester lui-même, a de nombreuses fonctions, notamment celle d'auberge, de cave à vin, d'usine d'embouteillage et de maison de gardien.
En 1798, le bureau du secrétaire général du ministère de l'Intérieur est installé au premier étage.
Bien que Johan Rudolf Thorbecke utilise la Torentje dès 1849 comme lieu de travail en tant que ministre des Affaires intérieures et président du Conseil des ministres, il ne devient le lieu de travail permanent du Premier ministre (successeur du président du Conseil des ministres) de façon définitive qu'en 1982, sous le mandat de Ruud Lubbers.
Le Premier ministre Mark Rutte prononce trois fois un discours télévisé depuis la Torentje : deux fois en 2020 pendant la pandémie de Covid-19 aux Pays-Bas et en 2024, lors de ses adieux en tant que Premier ministre.
Depuis août 2002, une clôture se trouve devant l'allée menant à la tour, installée après le renforcement de la sécurité autour de la Binnenhof suite au meurtre de Pim Fortuyn. 
Fin juillet 2024, la municipalité de La Haye interdit au Premier ministre Dick Schoof d'utiliser la Torentje comme lieu de travail, considérant les risques d'incendie trop importants.

## Galerie

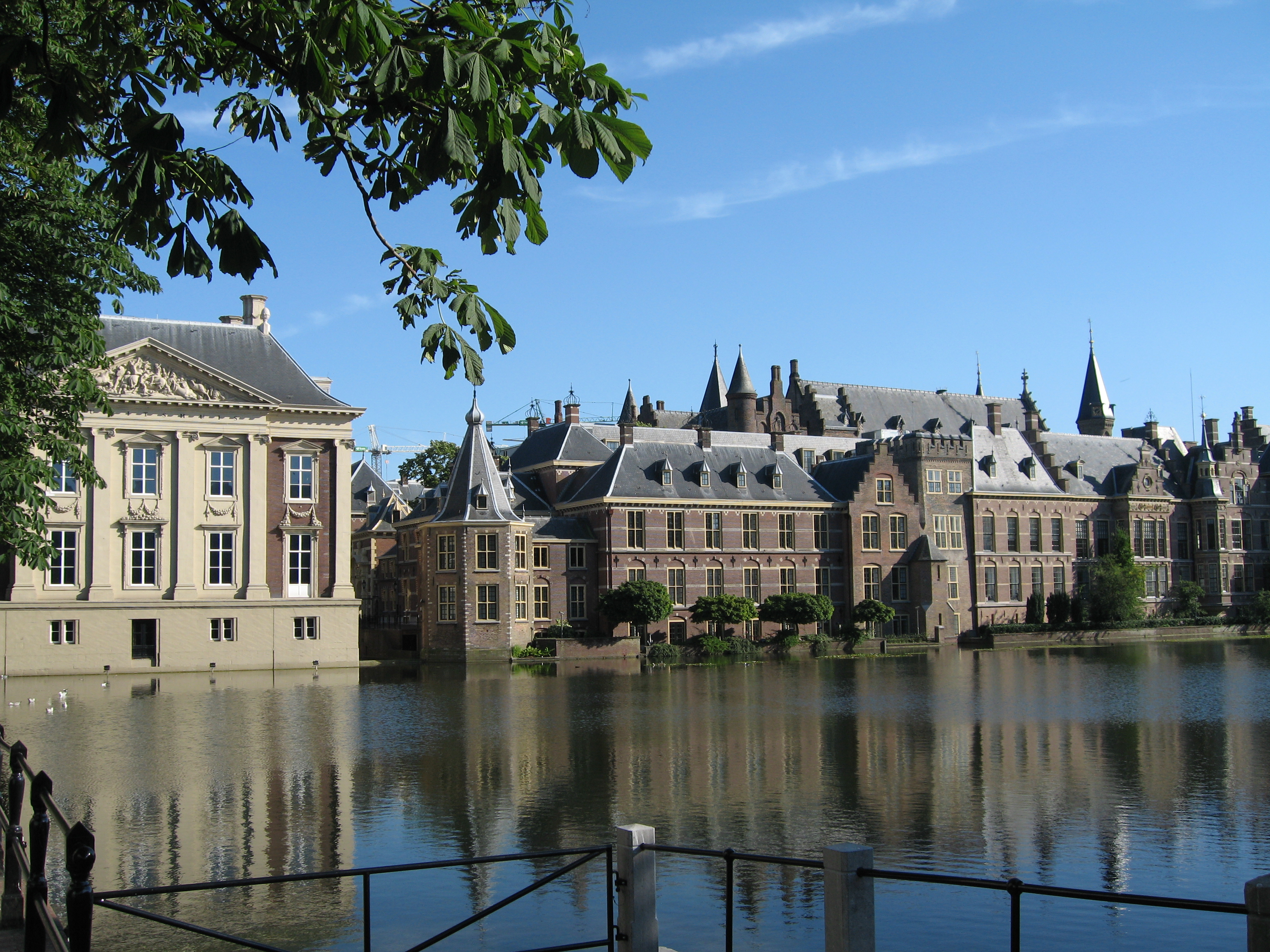
La Torentje, à la droite immédiate de la  Mauritshuis.
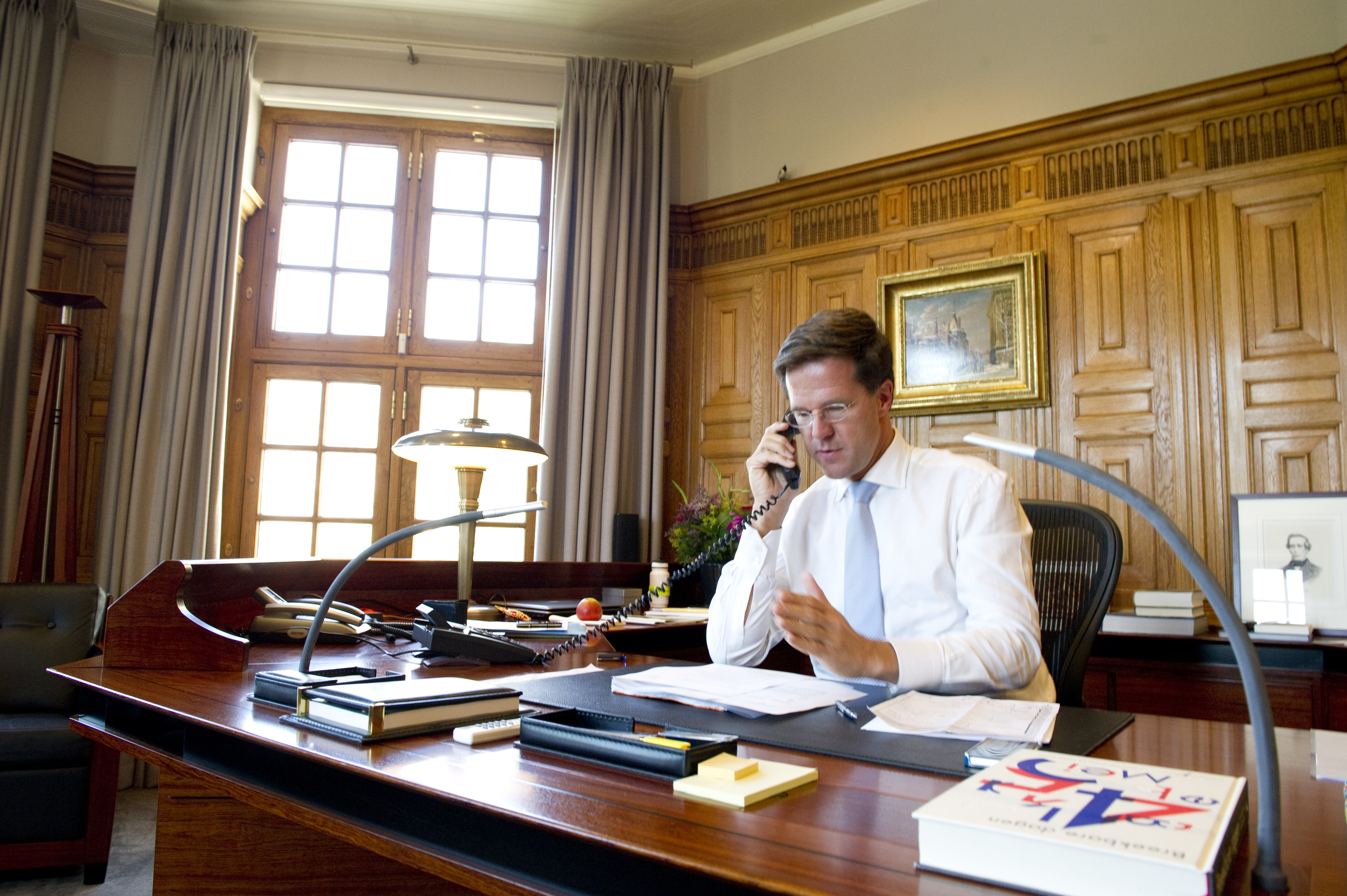
Intérieur Mark Rutte dans son bureau en 2012.
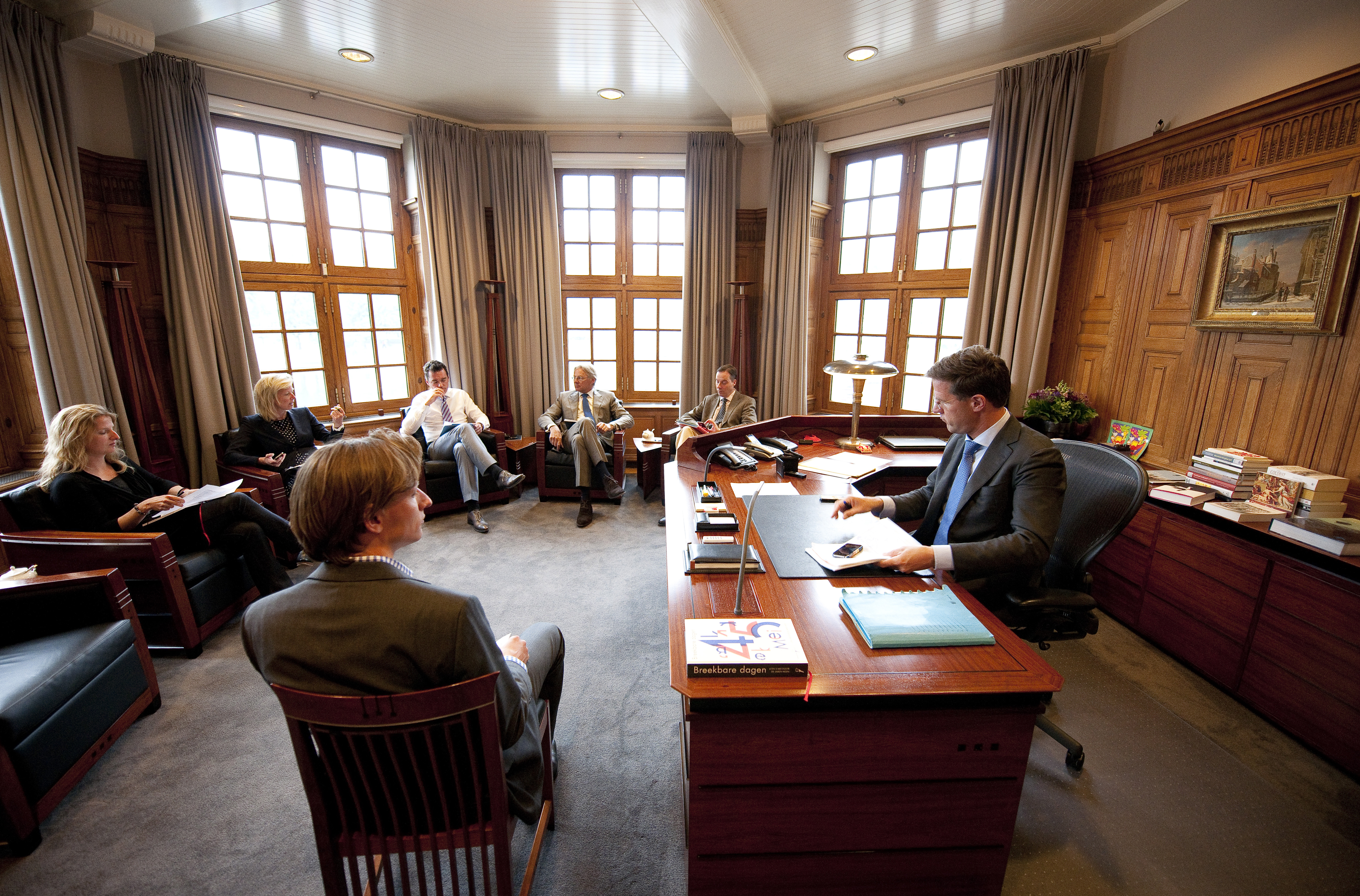
Intérieur Mark Rutte et son équipe en 2012.
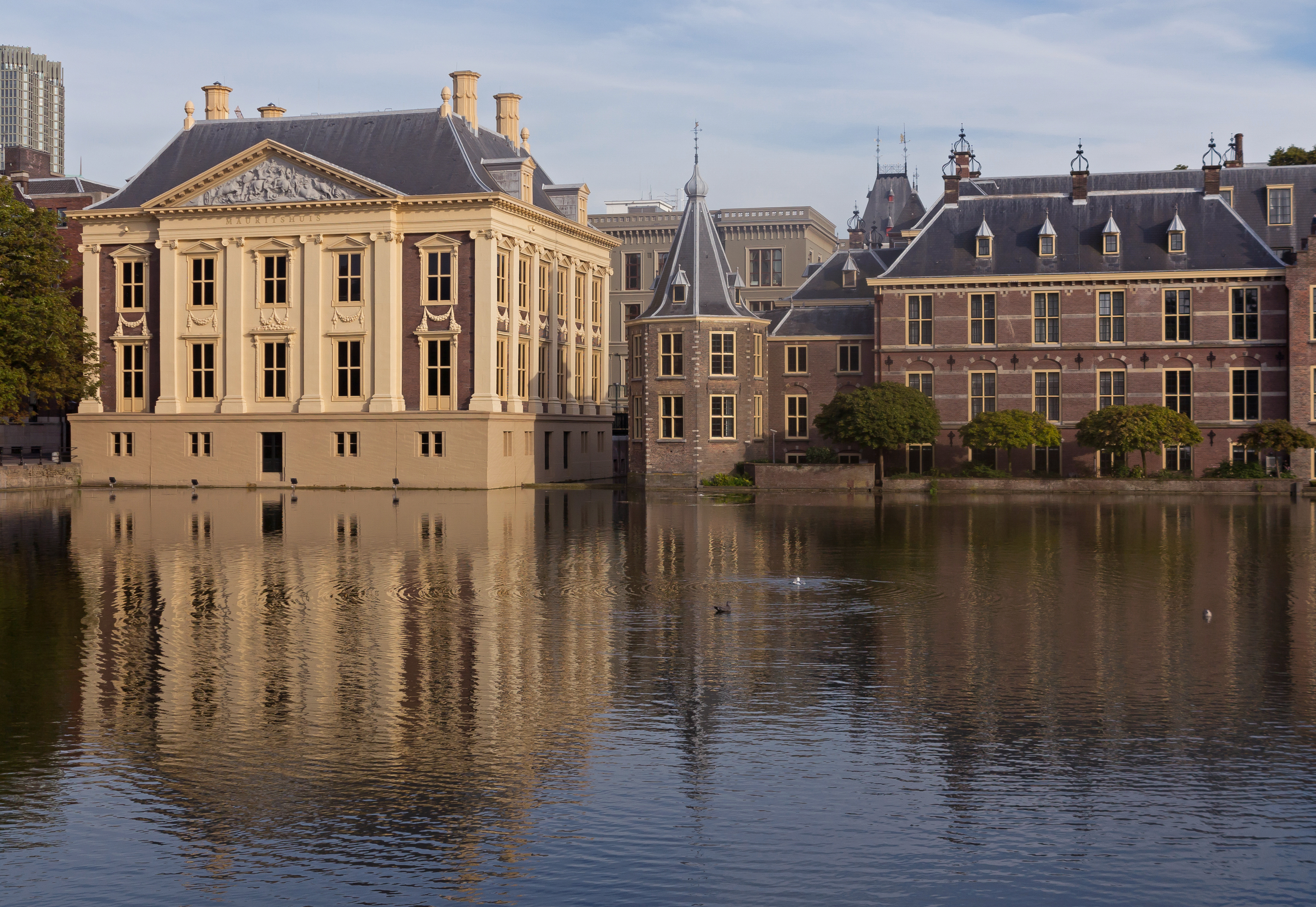
Extérieur depuis le Hofvijver.
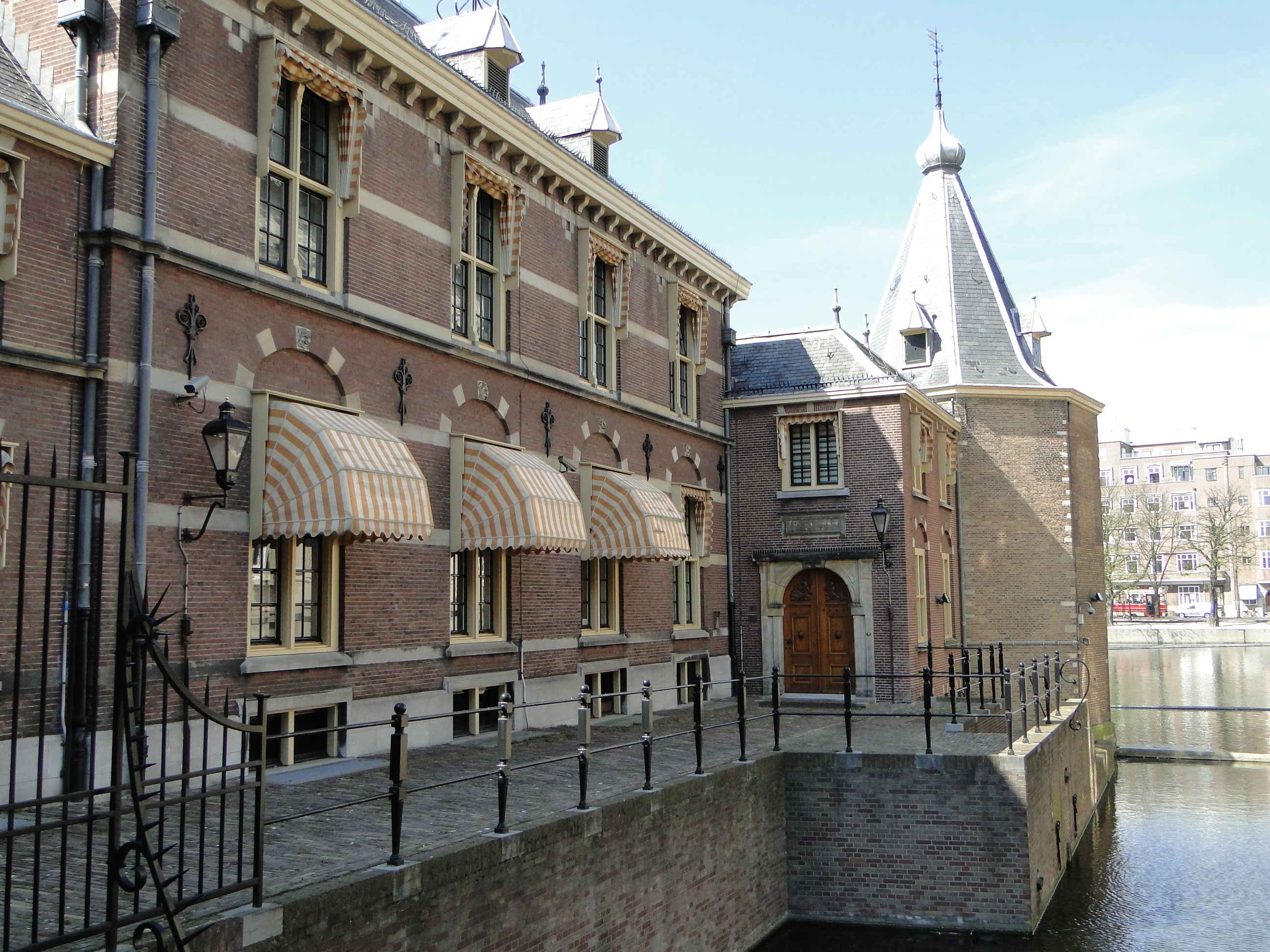
Exterieur depuis l'entrée de la Binnenhof.
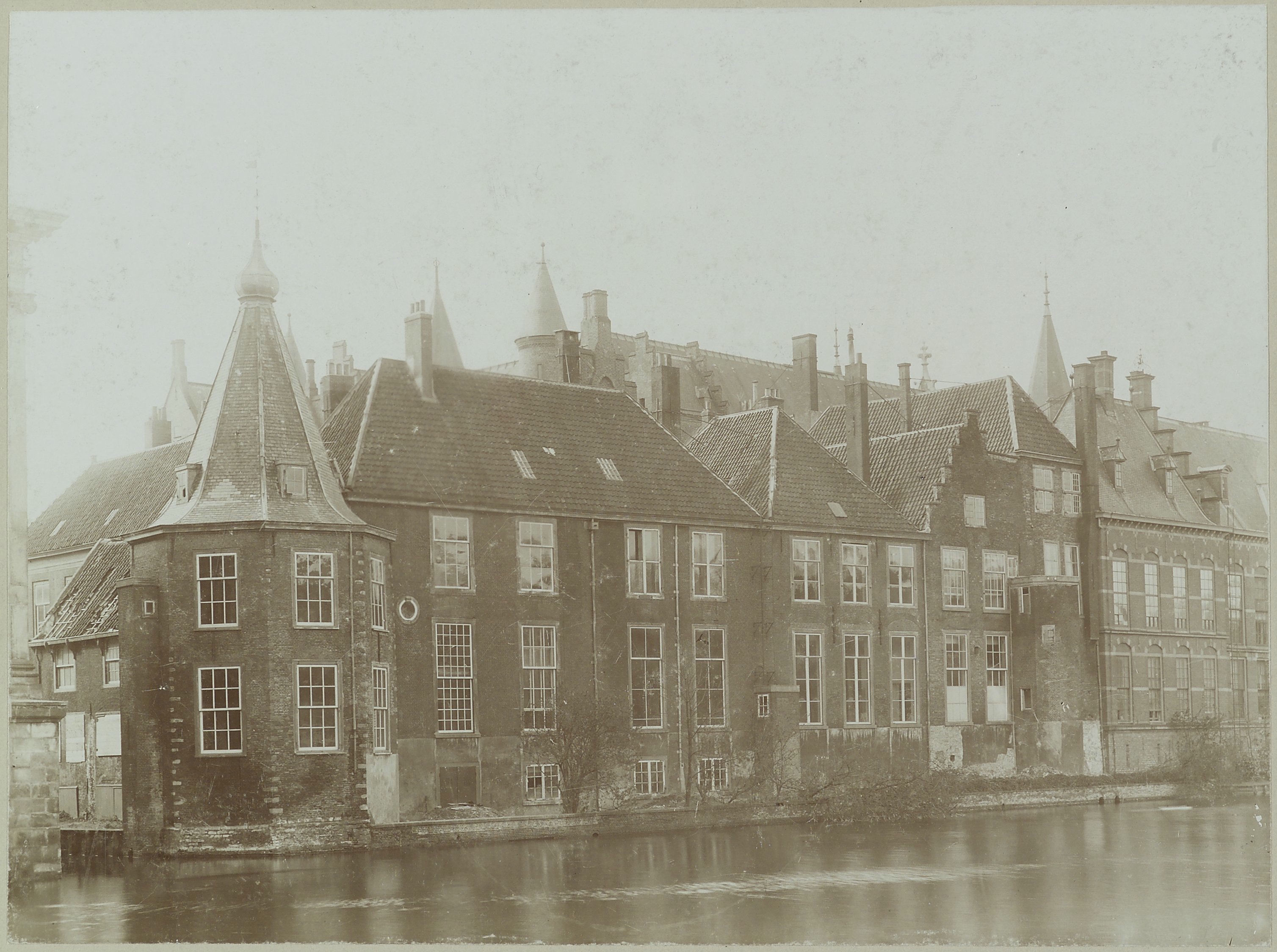
Exterieur depuis le Hofvijver en 1913.